# Sonderanhänger 32
Der Sonderanhänger 32 (kurz: Sd. Ah. 32) oder auch Anhänger (1 achsig) für Munition, diente bei der Wehrmacht zum Transport für Munition verschiedenster Kaliber hinter Kraftfahrzeugen.

## Entwicklung
Um Munition für die Artillerie oder auch für Kampffahrzeuge sicher und trocken transportieren zu können, wurde ein Anhänger entwickelt, welcher verschiedene Kaliber transportieren konnte. Dabei entstand der kleine, einachsige Sonderanhänger 32 mit einem zulässigen Maximalgewicht 780 kg.

## Technische Beschreibung
Der Sonderanhänger 32 hatte eine Schwingachse mit einer Deichsel und je Seite einen Kotflügel. Damit der Anhänger ohne Zugmaschine stehen konnte, wurden vorne und hinten jeweils eine Klappstütze verbaut. Auf dem Anhängerrahmen befand sich ein Kasten für die Munition. Am Kasten selber befanden sich Halterungen für einen Werkzeugkasten, einen langen Spaten und vier Kabelrollen. Vorn und hinten am Kasten gab es jeweils eine Klapptür, ⁣⁣um Munition einlagern oder entnehmen zu können.
Ausgerüstet war der Anhänger mit zwei Scheibenrädern mit dreiteiliger Flachbettfelge mit Transportreifen. Ältere Anhänger dieses Typs konnten auch Scheibenräder mit zweiteiliger Flachbettfelge und Geländereifen haben. Abgefedert wurde der Anhänger durch zwei Schraubenfedern⁣, welche durch das Schwingen der Achse über Zugstangen belastet wurden. Die Stoßdämpfer saßen auf Kugellagern an den Innenseiten der Schwingkurbeln. Der Fahrgestellrahmen bestand aus Eisen und wurde mit zwei Auflagewinkeln angeschraubt. In der Mitte der Querträger waren zwei Klappstützen angeschweißt. Die Deichsel bestand ebenfalls aus Eisen war nach oben gebogen. Um die Deichsel zu verstärken, wurden an der Unterseite Bleche angeschweißt. Am vorderen Ende der Deichsel befand sich eine Protzöse.

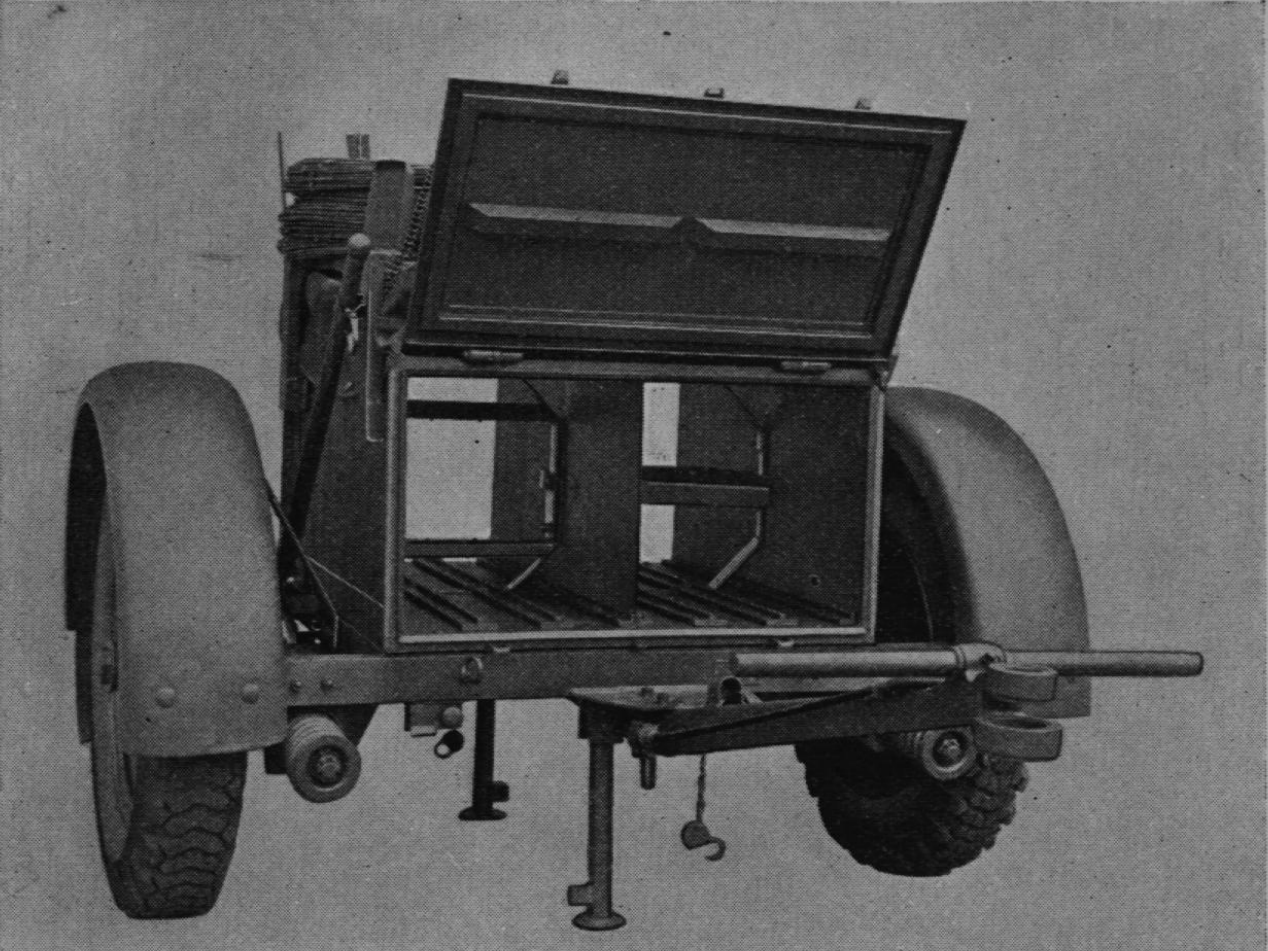
Sd. Ah. 32 mit geöffneten Klappen.

Der Kasten bestand aus einem Gestell aus Winkeleisen mit von innen angeschweißten oder genieteten Blechen. In der Mitte war der Kasten durch einen quer zur Fahrtrichtung liegenden, umklappbaren Anschlag aus Blech geteilt. Auch gab es in der Mitte eine Längswand. Dadurch war der Kasten in vier Räume aufgeteilt. Um Munitionskörbe oder Munitionskästen leicht reinschieben oder rausziehen zu können, waren auf dem Kastenboden Hartholzleisten aufgenietet. Der gesamte Kasten ruhte auf einem Rahmen aus Hartholz und wurde durch sechs Schrauben mit dem Fahrgestell verbunden. Die beiden Klappen und er Vorder- und Hinterseite wurden durch Schnappriegel mit Vorhängeschloss gesichert. Um das Zuschlagen der Klappen zu verhindern, wurden unter Federdruck stehende Bremsscheiben eingebaut. Ältere Bauarten hatten nur Klappenstützen. Auf dem Kasten gab es einen Aufsatz aus Eisenrohren und einem Lattenrost. Dieser Aufsatz wurde durch einen Plane abgedeckt und geschützt. An der linken Seite befand sich ein Werkzeugkasten, an der rechten Seite eine Halterung für einen langen Spaten. Über dem Aufsatz waren Halter für vier Kabelrollen angebracht.

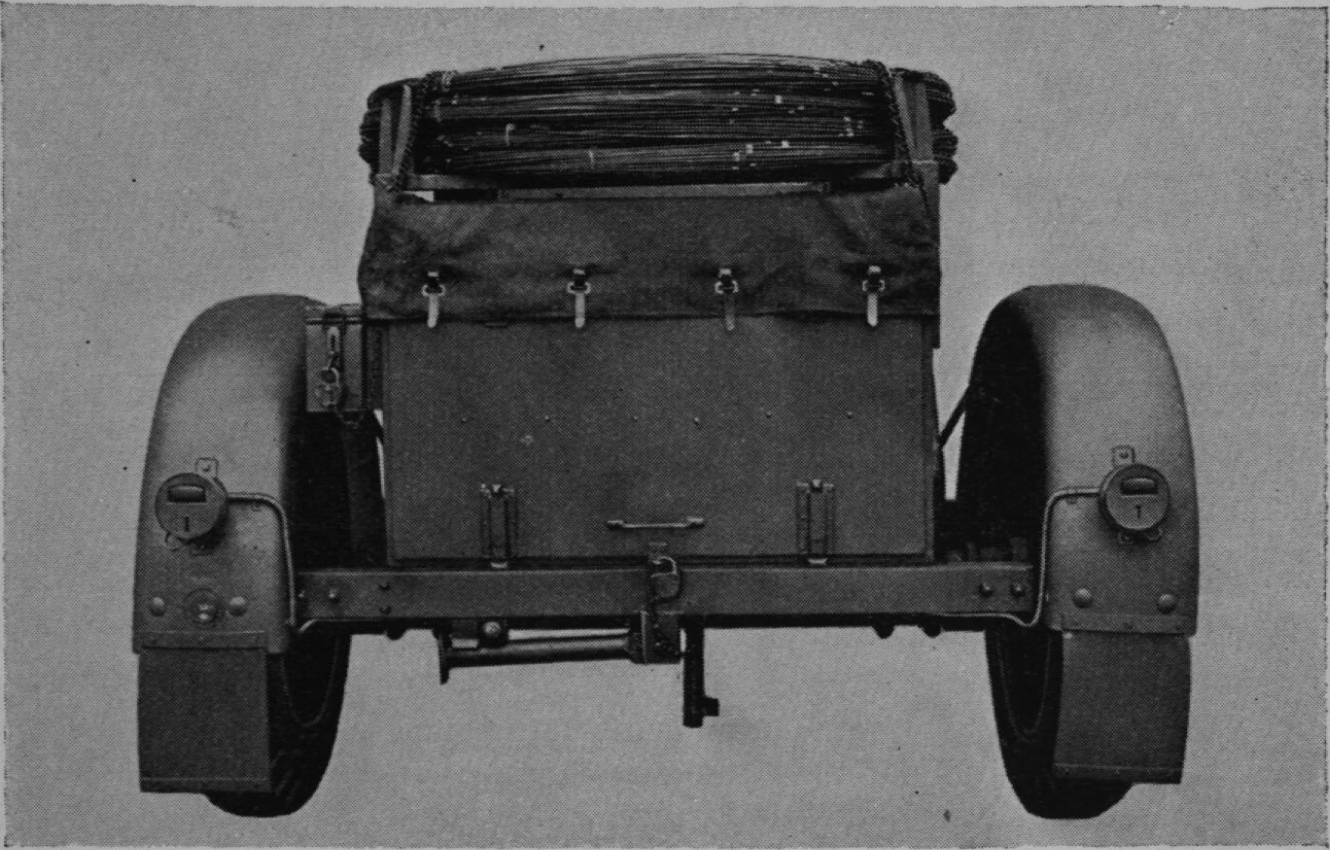
Rückansicht des Sd. Ah. 32.

Am linken Kotflügel gab es einen Brems- und Schlussleuchte sowie einen Rückfahrstrahler. Am rechten Kotflügel gab es nur eine Brems- und Schlussleuchte. Den Strom für den Anhänger lieferte die Zugmaschine, welche mit einem dreiadrigen Stecker mit dem Anhänger verbunden wurde. Aufgrund des relativ geringen Gewichtes des Anhängers, konnte dieser auch mit Muskelkraft fortbewegt werden. Nach 10.000 km musste man die Kegelrollenlager der Radnaben, der Schwingkurbeln und die Kugellager im Stoßdämpfergehäuse schmieren.

## Einsatz
Ursprünglich war gedacht, den Anhänger nur für die Munition der 3,7-cm-Panzerabwehrkanone 36 zu nutzen. Nach und nach kamen jedoch weitere Aufgaben hinzu wie der Transport der Munition für die 5-cm-Panzerabwehrkanone 38, 7,5-cm-leichtes Infanteriegeschütz 18, 2-cm-Kampfwagenkanone 30, 8-cm-Granatwerfer 34, 15-cm-schweres Infanteriegeschütz 33 und das 10,5-cm-Leichtgeschütz 40. Weitere kleinere Veränderungen wurden nach und nach durchgeführt, um weitere Munitionsarten transportieren zu können. Dazu zählten unter anderem die 7,62 cm Feldkanonen (r) (leichte Veränderungen), 7,5 cm Sturmkanone 37 (Sd. Ah. 32 d).
Als Zugmittel kam eine ganze Reihe von Fahrzeugen zum Einsatz. Darunter unter anderem der mittlere geländegängige Personenkraftwagen mit Zugvorrichtung (Kfz. 12), der Protzkraftwagen (Kfz. 69), der Mannschaftskraftwagen (Kfz. 70) oder der mittlere Lastkraftwagen offen 3 t. Auch verschiedene Halbketten wurden genutzt, wie das Sonderkraftfahrzeug 10, Sonderkraftfahrzeug 11 oder auch die kleinen Kettenkrafträder. Auch hinter einem Munitionskraftwagen Sonderkraftfahrzeug 252 und hinter Panzerkampfwagen I, Panzerkampfwagen II und Panzerkampfwagen 38 (t) ist dieser Anhänger zu finden.
Zum Einsatz kamen die Anhänger in motorisierten Infanteriegeschützzügen und Infanteriegeschützkompanien. Auch schwere Maschinengewehrkompanien, Panzerjägerkompanien und in Sturmgeschützbatterien wurde der Anhänger eingesetzt. Die Kosten für einen Sonderanhänger 32 lagen bei 668 Reichsmark.